# Walks + hits per inning pitched
Walks + hits per inning pitched (förkortat WHIP) är en statistisk kategori i baseboll. Den är en av få kategorier av modern, avancerad basebollstatistik, så kallad sabermetrics, som har slagit igenom på bred front.
WHIP räknas ut genom att man lägger ihop antalet walks och antalet hits som en pitcher har tillåtit motståndarna och dividerar summan med antalet innings pitched. Detta ger ett mått på hur många löpare en pitcher tillåter i snitt per inning. Ju lägre WHIP desto bättre. En WHIP på 1,00 eller lägre under en säsong är ett mycket bra resultat.
WHIP skapades av författaren Daniel Okrent 1979, men kallades från början innings pitched ratio. Han tog inte med hit batsmen i formelns täljare eftersom det var svårt att hitta denna kategori i söndagstidningarnas veckouppdatering av statistiken.
WHIP anges vanligen med två decimaler, till exempel 1,23 (engelska: 1.23).

## Major League Baseball

### Tio i topp
| Nr | Pitcher               | Säsonger                        | WHIP |
| -- | --------------------- | ------------------------------- | ---- |
| 1  | Addie Joss†           | 1902–1910                       | 0,97 |
| 2  | Ed Walsh†             | 1904–1917                       | 1,00 |
| 3  | Clayton Kershaw*      | 2008–                           | 1,00 |
| 4  | John Montgomery Ward† | 1878–1884                       | 1,04 |
| 5  | Pedro Martínez†       | 1992–2009                       | 1,05 |
| 6  | Christy Mathewson†    | 1900–1916                       | 1,06 |
| 7  | Walter Johnson†       | 1907–1927                       | 1,06 |
| 8  | Mordecai Brown†       | 1903–1916                       | 1,07 |
| 9  | Tommy Bond            | 1876–1882, 1884                 | 1,09 |
| 10 | Babe Adams            | 1906–1907, 1909–1916, 1918–1926 | 1,09 |

| Nr | Pitcher           | Säsong | WHIP |
| -- | ----------------- | ------ | ---- |
| 1  | Pedro Martínez†   | 2000   | 0,74 |
| 2  | Kenta Maeda*      | 2020   | 0,75 |
| 3  | Guy Hecker        | 1882   | 0,77 |
| 4  | Walter Johnson†   | 1913   | 0,78 |
| 5  | Trevor Bauer*     | 2020   | 0,79 |
| 6  | Tim Keefe†        | 1880   | 0,80 |
| 7  | Justin Verlander* | 2019   | 0,80 |
| 8  | Addie Joss†       | 1908   | 0,81 |
| 9  | Greg Maddux†      | 1995   | 0,81 |
| 10 | Charlie Sweeney   | 1884   | 0,82 |

* Aktiva spelare i MLB i fet stil

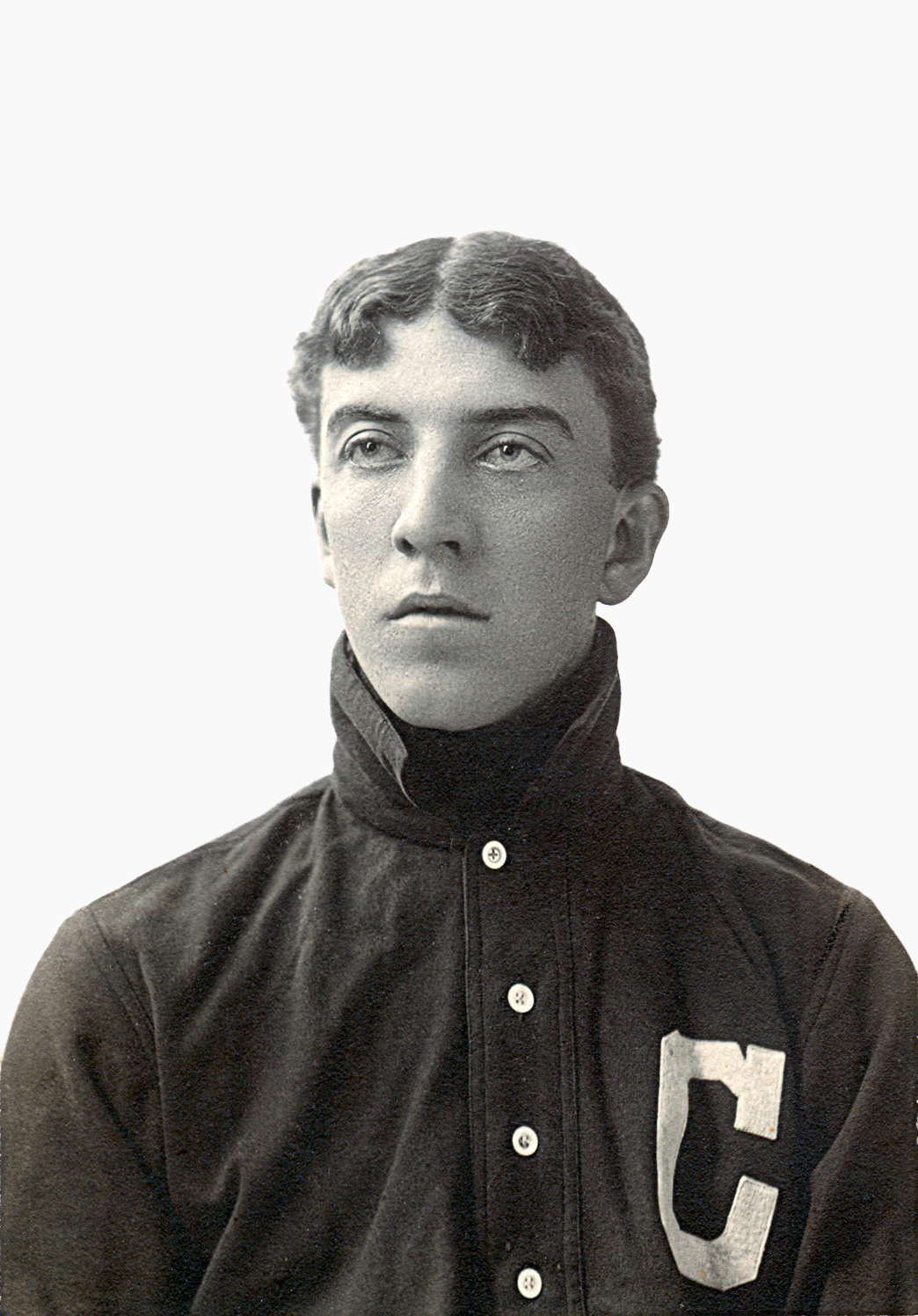
Addie Joss har lägst WHIP under karriären.

† Spelare invalda i National Baseball Hall of Fame

### Övriga rekord
Den pitcher som flest säsonger haft lägst WHIP i sin liga är Cy Young, som ledde sin liga sju olika säsonger.
När det gäller Major League Baseballs (MLB) slutspel är den pitcher som har lägst WHIP under karriären Jeremy Affeldt med 0,70 (minimum: 30 innings pitched). Ser man enbart till World Series är rekordet för lägst WHIP under karriären 0,53, satt av Madison Bumgarner (minimum: 20 innings pitched).